# Ansigt
 For alternative betydninger, se Ansigt (flertydig). (Se også artikler, som begynder med Ansigt)
Ansigtet (latin: Facies) betegner forsiden af hovedet; den del af hovedet, der giver individet størst identitet.
Ansigtet kan udtrykke følelser gennem dets muskulatur. Primater, særligt mennesket, bruger ansigtet til kommunikation med artsfæller, idet det eksempelvis kan vise glæde, sorg, forskrækkelse og rædsel gennem ansigtets mimik. Mange andre dyr kan i en vis udstrækning vise lignende følelser, ofte forstærket af ørebevægelser.

## Struktur
Ansigtet består af:
- Hårvækst
- Pande
- Øjne
- Øjenbryn
- Næse
- Kinder og kæbeparti
- Mund, omkranset af læber
- Hage

| Anatomi | Spire Denne artikel om anatomi er en spire som bør udbygges. Du er velkommen til at hjælpe Wikipedia ved at udvide den. |